# Branko Kralj
Branko Kralj (Zagreb, 10. ožujka 1924. – Zagreb 18. prosinca 2012.), nadimak King, hrvatski nogometaš, diplomirani ekonomist i publicist.

## Nogometaš

### Klupska karijera
Kao nogometaš igrao je na poziciji vratara, sjajnih refleksa, elastičan, stilist i vratar na crti. Igrao za zagrebačke klubove Concordiju, Milicioner (Borac), Zagreb i Dinamo. U Concordiji je najčešće bio pričuva Zvonimiru Monsideru. S Dinamom je osvojio prvenstvo Jugoslavije 1953./54. Tada postaje Dinamov prvi vratar. Za Dinamo je odigrao 165 utakmica. Povlači se s nogometnih terena nakon teže ozljede 1957. godine.

### Reprezentativna karijera
Za Jugoslavensku reprezentaciju odigrao je samo tri utakmice, prvu 17. listopada 1954. godine protiv Turske u Sarajevu (5:1). Za B reprezentaciju nastupio je dva puta. Drži jedinstven rekord: kao reprezentativni vratar Jugoslavije 39 puta je bio pričuva Vladimiru Beari. Bio je sudionik Svjetskog prvenstva 1954. u Švicarskoj.

## Rukometaš
Bio je odličan vratar i u velikom rukometu, te odigrao osam utakmica za jugoslavensku reprezentaciju. Nastupio je i za hrvatsku reprezentaciju za vrijeme NDH, na prvoj i jedinoj međunarodnoj utakmici rukometne reprezentacije NDH u velikom rukometu 14. lipnja 1942. s Mađarskom u Budimpešti.

## Društveni i gospodarski život
Diplomirao je na Ekonomskom fakultetu u Zagrebu. Poznat kao vrstan svirač usne harmonike, dugogodišnji predsjednik Društva izumitelja i tehničara, te publicist (Dinamo na četiri kontinenta, 1954.; Da bi reč rekel, 2004.). Dobitnik Zlatne plakete NSJ (1969.). 